# Liatris
Liatris es un género de  plantas de  perteneciente a la familia Asteraceae. Cultivada como planta ornamental. Comprende 140 especies descritas y  solo 46 aceptadas.
Especies de Liatris son usadas como alimento de las larvas de algunas especies de  Lepidopteras, incluyendo Schinia gloriosa, Schinia sanguinea (ambas comen exclusivamente de este género), Schinia tertia y Schinia trifascia.

## Taxonomía
El género fue descrito por Gaertn. ex Schreb. y publicado en Genera Plantarum 2: 542. 1791. La especie tipo es: Liatris squarrosa (L.) Willd. 

## Especies aceptadas
A continuación se brinda un listado de las especies del género Liatris aceptadas hasta junio de 2012, ordenadas alfabéticamente. Para cada una se indica el nombre binomial seguido del autor, abreviado según las convenciones y usos.
| - Liatris acidota Engelm. & A.Gray - Liatris aestivalis G.L.Nesom & O'Kennon - Liatris aspera Michx. - Liatris × boykinii Torr. & A.Gray - Liatris bracteata Gaiser - Liatris chapmanii Torr. & A.Gray - Liatris cokeri Pyne & Stucky - Liatris compacta (Torr. & A.Gray) Rydb. - Liatris × creditonensis Gaiser - Liatris cylindracea Michx. - Liatris cymosa K.Schum. - Liatris elegans (Walter) Michx. - Liatris elegantula (Greene) K.Schum. - Liatris fallacior (Lunell) Rydb. - Liatris × freemaniana J.R.Allison - Liatris garberi A.Gray - Liatris gholsonii L.C.Anderson - Liatris glandulosa G.L.Nesom & O'Kennon - Liatris gracilis Pursh - Liatris helleri Porter - Liatris hirsuta Rydb. - Liatris laevigata Nutt. - Liatris lancifolia (Greene) Kittell | - Liatris ligulistylis (A.Nelson) K.Schum. - Liatris × macdanieliana J.R.Allison - Liatris microcephala (Small) K.Schum. - Liatris mucronata DC. - Liatris ohlingerae (S.F.Blake) B.L.Rob. - Liatris oligocephala J.R.Allison - Liatris patens G.L.Nesom & Kral - Liatris pauciflora Pursh - Liatris pilosa (Aiton) Willd. - Liatris provincialis R.K.Godfrey - Liatris punctata Hook. - Liatris pycnostachya Michx. - Liatris × ridgwayi Standl. - Liatris savannensis Kral & G.L.Nesom - Liatris scariosa (L.) Willd. - Liatris spheroidea Michx. - Liatris spicata (L.) Willd. - Liatris squarrosa (L.) Michx. - Liatris squarrulosa Michx. - Liatris tenuifolia Nutt. - Liatris tenuis Shinners - Liatris virgata Nutt. - Liatris × weaveri Shinners |